# Vénus aux ongles rouges

La Vénus aux ongles rouges, est une œuvre du sculpteur Arman (1928-2005), datant de 1967. 

## Présentation
Elle est issue de sa série Accumulation.
Elle reprend l'idée de la Vénus aux Médecins (Vener de' medici), de Clemente Susini et fait voir en transparence des organes faits de mains de mannequins de vitrine dont les ongles sont pour la plupart peints en rouge.
Elle fait partie de la collection du Musée d'art moderne et d'art contemporain de Nice, et a été restaurée au Centre interrégional de conservation et restauration du patrimoine de Marseille.